# Kalinyamat Wetan
Kalinyamat Wetan är en administrativ by i Indonesien.   Den ligger i provinsen Jawa Tengah, i den västra delen av landet, 260 km öster om huvudstaden Jakarta.